# Любанув (Серадзький повіт)
Любанув (пол. Lubanów) — село в Польщі, у гміні Блашки Серадзького повіту Лодзинського воєводства.
Населення — 359 осіб (2011).
У 1975-1998 роках село належало до Серадзького воєводства.

## Демографія
Демографічна структура станом на 31 березня 2011 року:
|          | Загалом | Допрацездатний вік | Працездатний вік | Постпрацездатний вік |
| -------- | ------- | ------------------ | ---------------- | -------------------- |
| Чоловіки | 167     | 38                 | 118              | 11                   |
| Жінки    | 192     | 39                 | 121              | 32                   |
| Разом    | 359     | 77                 | 239              | 43                   |